# 王志 (六安侯)
王志（1335年—1386年），臨淮（今安徽鳳陽）人，明朝初期軍事將領。
其早年在濠州跟從朱元璋，隨其攻下滁州、和州，后任右副元帥。跟隨朱元璋大軍攻下常州、寧國、江陰、宜興、高郵、九江、黃梅、武昌、廬州，追擊張士誠部隊四十余里。后守衛六安。后攻下汴梁、懷慶等地，留守平陽。后跟隨徐達西征，洪武三年，進同知都督府事，封六安侯。后移守漢中。之後跟隨徐達進攻漠北，然後攻擊合肥，戰勝樓兒張。后督軍到雲南品甸，修築防設，安置居民。洪武十九年去世。死后，追封徐公，谥祥见。
其子王威，后繼承侯爵，后因胡惟庸案連坐，降職安南衛指揮使。